# Bill Berry (basquetebolista)
Bill Berry é um treinador norte-americano de basquetebol
O técnico que treinou apenas dois jogos no Chicago Bulls a título provisório durante a temporada de 2001-2002. Ele era um assistente do Bulls na época, e foi nomeado como treinador interino quando Tim Floyd deixou a equipe, e logo depois substituído por Bill Cartwright. O Bulls perdeu os dois jogos que o Berry treinou. Em 7 de setembro de 2006 o Washington Wizards da NBA anunciou que Bill Berry iria se juntar à equipe como um treinador-adjunto do treinador Eddie Jordan.